# Cordia longituba
Cordia longituba là loài thực vật có hoa trong họ Mồ hôi. Loài này được Chodat & Vischer mô tả khoa học đầu tiên năm 1920 publ. 1921.